# Черногорско-турецкий конфликт (1858)
Черногорско-турецкий конфликт 1858 года — военно-дипломатический конфликт между Княжеством Черногория и Османской империей, вызванный антитурецким восстанием в Герцеговине. Благодаря вмешательству Франции, России и Великобритании он не перерос в войну и упрочил положение княжества.
После новой волны антитурецких выступлений летом 1857 г. в пограничных областях Герцеговины Порта заняла угрожающую позицию в отношении Черногории. Центром антитурецкого восстания в 1857-1858 гг. стало Грахово, населению которого черногорский князь запретил платить налоги местным феодалам. Под давлением австрийской и английской дипломатии князь Данило вынужден был официально провозгласить нейтралитет, заявив о невмешательстве Черногории в герцеговинские события. Однако в действительности черногорский правитель всячески содействовал разрастанию восстания в Герцеговине и закреплению там черногорского влияния. Он рассчитывал тем самым добиться фактического расширения территории княжества путем привлечения на свою сторону пограничного православного населения и перехода его в черногорское подданство.
В Герцеговину скрытно просачивались боевые отряды черногорцев, которые помогали одерживать победы в сражениях с турками. Князь упорно продолжал настаивать на своей непричастности к герцеговинским событиям, но Порта не сомневалась, что в эпицентре герцеговинских событий находятся черногорцы и их князь. Находившиеся в Герцеговине эмиссары Порты призывали повстанцев сложить оружие, суля помилование тем, кто сделает это добровольно. Одновременно с этим Кемаль-эфенди предложил Даниле вступить в переговоры по поводу спорных территорий (Грахово, Зубцы, Баняны и др.), обещая удовлетворить территориальные претензии князя при условии признания им верховной власти султана. В этом случае Даниле были обещаны деньги на содержание правительства, церквей, школ и пр. Несмотря на настойчивые рекомендации со стороны Австрии Данило отказался от каких-либо переговоров о турецком сюзеренитете. „В первый раз можно его похвалить“, – так отозвался об этом
решении князя российский император Александр II.
В конце апреля 1858 года Турция сконцентрировала войска вблизи черногорских границ и двинула их в сторону Грахова. Несмотря на беспрецедентный международный нажим трех ведущих европейских держав, Франции, России и Великобритании, турецкие войска под командованием Хуссейна-паши все же вошли в Грахово и двинулись к Граховацу, где 1 (13) мая 1858 г. произошла знаменитая в черногорской истории Граховацкая битва, в ходе которой объединенные силы черногорцев и герцеговинских повстанцев под командованием Мирко Петровича наголову разбили турецкие войска.
Граховацкая победа упрочила военное положение Черногории, сделала ее менее уязвимой. Поражение при Граховаце, а также, главным образом, весомая международная поддержка Черногории сделали Порту уступчивой. Турция прекратила военные действия, пошла на перемирие с герцеговинскими повстанцами, дала согласие урегулировать взаимоотношения с Черногорией и провести с ней разграничение. В свою очередь Россия и Франция усилили обоюдный нажим на Турцию, прибегнув даже к совместной военно-морской демонстрации в поддержку черногорских требований в конфликте с Портой. Появление у берегов Адриатики французских и российских кораблей возымело эффект на Порту.
После проволочек, споров, конфликтов и компромиссов на конференции послов великих держав и Порты в Константинополе 27 октября (8 ноября) 1858 года была подписана конвенция о разграничении Турции и Черногории. Окончательно международная комиссия по разграничению завершила свою работу в апреле 1860 года. Территория Черногории расширялась на западных и северо-западных рубежах и увеличилась на 1500 км2 и составила 4400 квадратных километров, а население увеличилось до 125-130 тысяч человек.
Таким образом, благодаря вмешательству европейской дипломатии конфликт не перерос в войну и позволил Черногории укрепить свои границы, хотя страна вплоть до 1878 года формально продолжала оставаться частью Османской империи.